# Herma Bauma
Hermine „Herma” Bauma (ur. 23 stycznia 1915 w Wiedniu, zm. 9 lutego 2003 tamże) – austriacka lekkoatletka specjalizująca się w rzucie oszczepem. Grała także w piłkę ręczną. Uczestniczka igrzysk olimpijskich w Berlinie, gdzie zajęła 4. miejsce, Londynie, gdzie została mistrzynią olimpijską oraz Helsinkach, gdzie zajęła 9. miejsce. W roku 1950 podczas mistrzostw Europy wywalczyła srebrny medal. Wicemistrzyni świata z 1934 r. Wielokrotna mistrzyni Austrii. Dwukrotna rekordzistka świata.